# Центральные банки и валюты стран Карибского бассейна

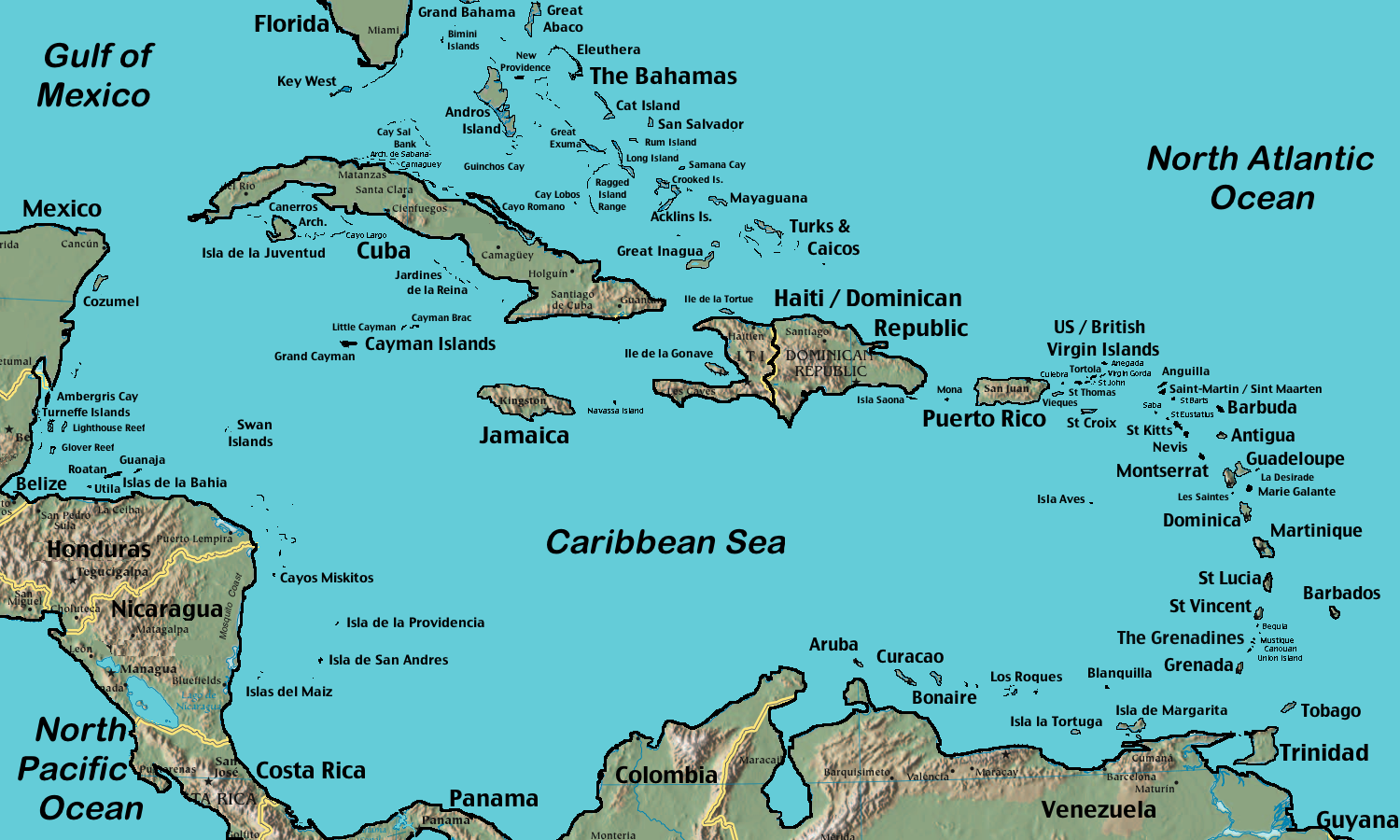
Острова Карибского моря

Это список центральных банков и валют стран Карибского бассейна.
Существует большое количество валют, используемых на различных территориях; наиболее распространёнными являются Восточно-карибский доллар (8 стран и территорий), доллар США (5) и евро (4).
| Страна/Территория                              | Валюта                                         | Центральный банк                                     |
| ---------------------------------------------- | ---------------------------------------------- | ---------------------------------------------------- |
| Американские Виргинские острова (США)          | Доллар США                                     | Федеральная резервная система (США)                  |
| Ангилья (Великобритания)                       | Восточно-карибский доллар                      | Восточно-Карибский Центральный банк                  |
| Антигуа и Барбуда                              | Восточно-карибский доллар                      | Восточно-Карибский Центральный банк                  |
| Аруба (Нидерланды)                             | Арубанский флорин                              | Центральный банк Арубы                               |
| Багамы                                         | Багамский доллар                               | Центральный банк Багамских островов                  |
| Барбадос                                       | Барбадосский доллар                            | Центральный банк Барбадоса                           |
| Бонайре, Синт-Эстатиус и Саба (Нидерланды)     | Доллар США                                     | Федеральная резервная система (США)                  |
| Британские Виргинские острова (Великобритания) | Доллар США                                     | Федеральная резервная система (США)                  |
| Гаити                                          | Гаитянский гурд                                | Банк Республики Гаити                                |
| Гваделупа (Франция)                            | Евро                                           | Эмиссионный институт заморских департаментов Франции |
| Гренада                                        | Восточно-карибский доллар                      | Восточно-Карибский Центральный банк                  |
| Доминика                                       | Восточно-карибский доллар                      | Восточно-Карибский Центральный банк                  |
| Доминиканская Республика                       | Доминиканское песо                             | Центральный банк Доминиканской Республики            |
| Каймановы острова (Великобритания)             | Доллар Каймановых островов                     | Управление денежного обращения Каймановых островов   |
| Куба                                           | Кубинское песо / кубинское конвертируемое песо | Центральный банк Кубы                                |
| Кюрасао (Нидерланды)                           | Нидерландский антильский гульден               | Центральный банк Кюрасао и Синт-Мартена              |
| Мартиника (Франция)                            | Евро                                           | Эмиссионный институт заморских департаментов Франции |
| Монтсеррат (Великобритания)                    | Восточно-карибский доллар                      | Восточно-Карибский Центральный банк                  |
| Пуэрто-Рико (США)                              | Доллар США                                     | Федеральная резервная система (США)                  |
| Сен-Бартельми (Франция)                        | Евро                                           | Эмиссионный институт заморских департаментов Франции |
| Сен-Мартен (Франция)                           | Евро                                           | Эмиссионный институт заморских департаментов Франции |
| Сент-Винсент и Гренадины                       | Восточно-карибский доллар                      | Восточно-Карибский Центральный банк                  |
| Сент-Китс и Невис                              | Восточно-карибский доллар                      | Восточно-Карибский Центральный банк                  |
| Сент-Люсия                                     | Восточно-карибский доллар                      | Восточно-Карибский Центральный банк                  |
| Синт-Мартен (Нидерланды)                       | Нидерландский антильский гульден               | Центральный банк Кюрасао и Синт-Мартена              |
| Теркс и Кайкос (Великобритания)                | Доллар США                                     | Федеральная резервная система (США)                  |
| Тринидад и Тобаго                              | Доллар Тринидада и Тобаго                      | Центральный банк Тринидада и Тобаго                  |
| Ямайка                                         | Ямайский доллар                                | Банк Ямайки                                          |